# Ле Мессюрье, Николас
Николас Ле Мессюрье (англ. Nicolas Le Messurier) (род. 1949) — британский звукорежиссёр, работавший для британских и голливудских фильмов.
Он работал над более чем 150 фильмами, которые включают «Супермена» (1978), «Битву титанов» (1981), «Виктора/Викторию» (1982), «Пинк Флойд: Стена» (1982), «Бегущего по лезвию» (1982), «Поездку в Индию» (1984), «Чужих» (1986), «Восставшего из ада» (1987), «Тельму и Луизу» (1991), «Дневник Бриджит Джонс» (2001), «28 дней спустя» (2002), «Агента Джонни Инглиша» (2003), и семь фильмов о Джеймсе Бонде.
Ле Мессюрье также был три раза номинирован на премию «Оскар» за лучший звук; за «Супермена», «Поездку в Индию» и «Чужих».

## Биография
Николас Ле Мессюрье родился в 1949 году, в городе Колчестер, графстве Эссекс, стране Англия, государстве Великобритания, и начал работать звукорежиссёром с 1968 года; сначала в британских, а потом в голливудских фильмах.
В 1970-х годах, Николас Ле Мессюрье работал звукорежиссёром для таких фильмов, как «Прикосновение медузы», «Кулак», «Супермен» (все три 1978 года), и два фильма о Джеймсе Бонде. За «Супермена», Ле Мессюрье получил свою первую номинацию на премию «Оскар» в категории «Лучший звук», вместе с Гордоном К. МакКаллумом, Грэмом Хартстоуном и Роем Чарманом, но проиграл Ричарду Портману, Уильяму МакКоги, Аарону Рочину и Дэрину Найту за военно-драматический фильм Майкла Чимино 1978 года — «Охотник на оленей».
В 1980-х годах, Николас Ле Мессюрье работал над такими известными фильмами, как «Битва титанов» 1981 года, «Виктор/Виктория», «Пинк Флойд: Стена», «Бегущий по лезвию» (все три 1982 года), «Поездка в Индию» 1984 года, «Чужие» 1986 года, «Восставший из ада» 1987 года, «Приключения барона Мюнхгаузена» 1988 года, и четырьмя фильмами о Джеймсе Бонде.
В 1990-х годах, Николас Ле Мессюрье работал в основном над неуспешными фильмами, но сумел поработать и для нескольких успешных — «Тельма и Луиза», «Услышьте мою песню» (оба 1991 года), «Чёрный Красавец», «Считанные дни» и «Версия Браунинга» (все три 1994 года).
В 2000-х годах, Николас Ле Мессюрье начал делать свой вклад звукорежиссёра, снова в успешные фильмы, такие как «Дневник Бриджит Джонс», «Айрис» (оба 2001 года), «28 дней спустя», «Умри, но не сейчас» (оба 2002 года), «Агент Джонни Инглиш» 2003 года, «Нежный поцелуй» и «Невеста и предрассудки» (оба 2004 года).

## Избранная фильмография
- Шпион, который меня любил (1977)
- Прикосновение медузы (1978)
- Кулак (1978)
- Супермен (1978)
- Лунный гонщик (1979)
- Гонщик «Серебряной мечты» (1980)
- Морские волки (1980)
- Псы войны (1980)
- Битва титанов (1981)
- Только для твоих глаз (1981)
- Сукин сын (1981)
- Виктор/Виктория (1982)
- Пинк Флойд: Стена (1982)
- Бегущий по лезвию (1982)
- Энигма (1982)
- Проклятие Розовой пантеры (1983)
- Грейстоук: Легенда о Тарзане, повелителе обезьян (1984)
- Поездка в Индию (1984)
- Рождественская история (1984)
- Вид на убийство (1985)
- Легенда (1985)
- Революция (1985)
- Бигглз (1986)
- Чужие (1986)
- Четвёртый протокол (1987)
- Искры из глаз (1987)
- Проводник (1987)
- Восставший из ада (1987)
- Душители (1988)
- Преступный закон (1988)
- Приключения барона Мюнхгаузена (1988)
- Радуга (1989)
- Лицензия на убийство (1989)
- Дом там, где сердце (1990)
- Поле (1990)
- Бесконечная история 2 (1990)
- Мистер Фрост (1990)
- Поцелуй перед смертью (1991)
- Тельма и Луиза (1991)
- Дело фирмы (1991)
- Услышьте мою песню (1991)
- Ближний круг (1991)
- Совсем как женщина (1992)
- 1492: Завоевание рая (1992)
- Франкенштейн (1992)
- Киборг-полицейский (1993)
- Процесс (1993)
- Побег невозможен (1994)
- Шопинг (1994)
- Чёрный Красавец (1994)
- Считанные дни (1994)
- Версия Браунинга (1994)
- Хакеры (1995)
- Свирепые создания (1997)
- В отрыв! (1999)
- Дневник Бриджит Джонс (2001)
- Айрис (2001)
- 28 дней спустя (2002)
- Умри, но не сейчас (2002)
- Агент Джонни Инглиш (2003)
- Нежный поцелуй (2004)
- Парень из кальция (2004)
- Невеста и предрассудки (2004)
- Ловушка для призраков (2005)
- Византийская принцесса (2006)
- Книга крови (2009)

## Награды и номинации
Николас Ле Мессюрье номинировался на премию «Оскар» три раза, (все в категории «Лучший звук»), но не выиграл ни одну:
- 1979 год: за «Супермена», вместе с Гордоном К. МакКаллумом, Грэмом Хартстоуном и Роем Чарманом, проиграл Ричарду Портману, Уильяму МакКоги, Аарону Рочину и Дэрину Найту, за «Охотника на оленей»[2]

- 1985 год: за «Поездку в Индию», вместе с Хартстоуном, Майклом Эй Картером и Джоном Митчеллом, проиграл Марку Бергеру, Тому Скотту, Тодду Бёкельхейду и Крису Ньюману, за «Амадея»[3]

- 1987 год: за «Чужих», вместе с Хартстоуном, Картером и Чарманом, проиграл Джону К. Уилкинсону, Ричарду Роджерсу, Чарльзу «Баду» Гренцбаху и Саймону Кею, за «Взвод»[4]